# Прапор Верв'є
Прапор Верв'є був встановлений рішенням ради від невідомої дати як прапор муніципалітету Верв'є в провінції Льєж. Прапор можна описати так:
Дві однаково довгі смуги зеленого і білого кольорів.
Кольори прапора походять від міського герба. Цей муніципальний прапор ідентичний прапору Стумона та прапору Тьо.

Рада геральдики та вексилології (фр. Conseil d'héraldique et de vexillologie) заснувала прапор із двома однаковими смугами зеленого та білого кольору з муніципальним гербом посередині зеленої смуги.

Прапор Стумона
Прапор Тьо
Герб Верв'є